# Gladys Willems
Gladys Willems (4 de enero de 1977) es una deportista belga que compitió en tiro con arco, en la modalidad de arco compuesto.
Ganó una medalla en el Campeonato Mundial de Tiro con Arco al Aire Libre de 2007, dos medallas en el Campeonato Mundial de Tiro con Arco en Sala de 2003, dos medallas en el Campeonato Europeo de Tiro con Arco al Aire Libre de 2010 y una medalla en el Campeonato Europeo de Tiro con Arco en Sala de 2004.

## Palmarés internacional
| Campeonato Mundial al Aire Libre | Campeonato Mundial al Aire Libre | Campeonato Mundial al Aire Libre | Campeonato Mundial al Aire Libre |
| Año                              | Lugar                            | Medalla                          | Prueba                           |
| -------------------------------- | -------------------------------- | -------------------------------- | -------------------------------- |
| 2007                             | Leipzig (Alemania)               | Medalla de oro                   | Equipo                           |
| Campeonato Mundial en Sala       |                                  |                                  |                                  |
| Año                              | Lugar                            | Medalla                          | Prueba                           |
| 2003                             | Nimes (Francia)                  | Medalla de oro                   | Individual                       |
| 2003                             | Nimes (Francia)                  | Medalla de plata                 | Equipo                           |
| Campeonato Europeo al Aire Libre |                                  |                                  |                                  |
| Año                              | Lugar                            | Medalla                          | Prueba                           |
| 2010                             | Rovereto (Italia)                | Medalla de oro                   | Equipo                           |
| 2010                             | Rovereto (Italia)                | Medalla de plata                 | Individual                       |
| Campeonato Europeo en Sala       |                                  |                                  |                                  |
| Año                              | Lugar                            | Medalla                          | Prueba                           |
| 2004                             | Sassari (Italia)                 | Medalla de plata                 | Equipo                           |